# فینال لیگ قهرمانان آسیا ۲۰۰۵
فینال لیگ قهرمانان آسیا ۲۰۰۵ مسابقه فینال بیست و چهارمین دوره رقابت‌های باشگاهی آسیا و سومین دوره با نام لیگ قهرمانان آسیا بود که در سال ۲۰۰۵ برگزار شد و الاتحاد با برتری برابر العین به مقام قهرمانی دست یافت.

## مسابقه
- بازی اول در تاریخ ۲۶ اکتبر و بازی دوم در تاریخ ۵ نوامبر برگزار شده‌است.

| تیم ۱ | نتیجه‌نهایی | تیم ۲   | بازی رفت | بازی برگشت |
| ----- | ---------- | ------- | -------- | ---------- |
| العین | ۵-۳        | الاتحاد | ۱-۱      | ۴-۲        |